# Oryzopsis exigua
Oryzopsis exigua är en gräsart som beskrevs av George Thurber. Oryzopsis exigua ingår i släktet Oryzopsis och familjen gräs. Inga underarter finns listade i Catalogue of Life.

## Bildgalleri

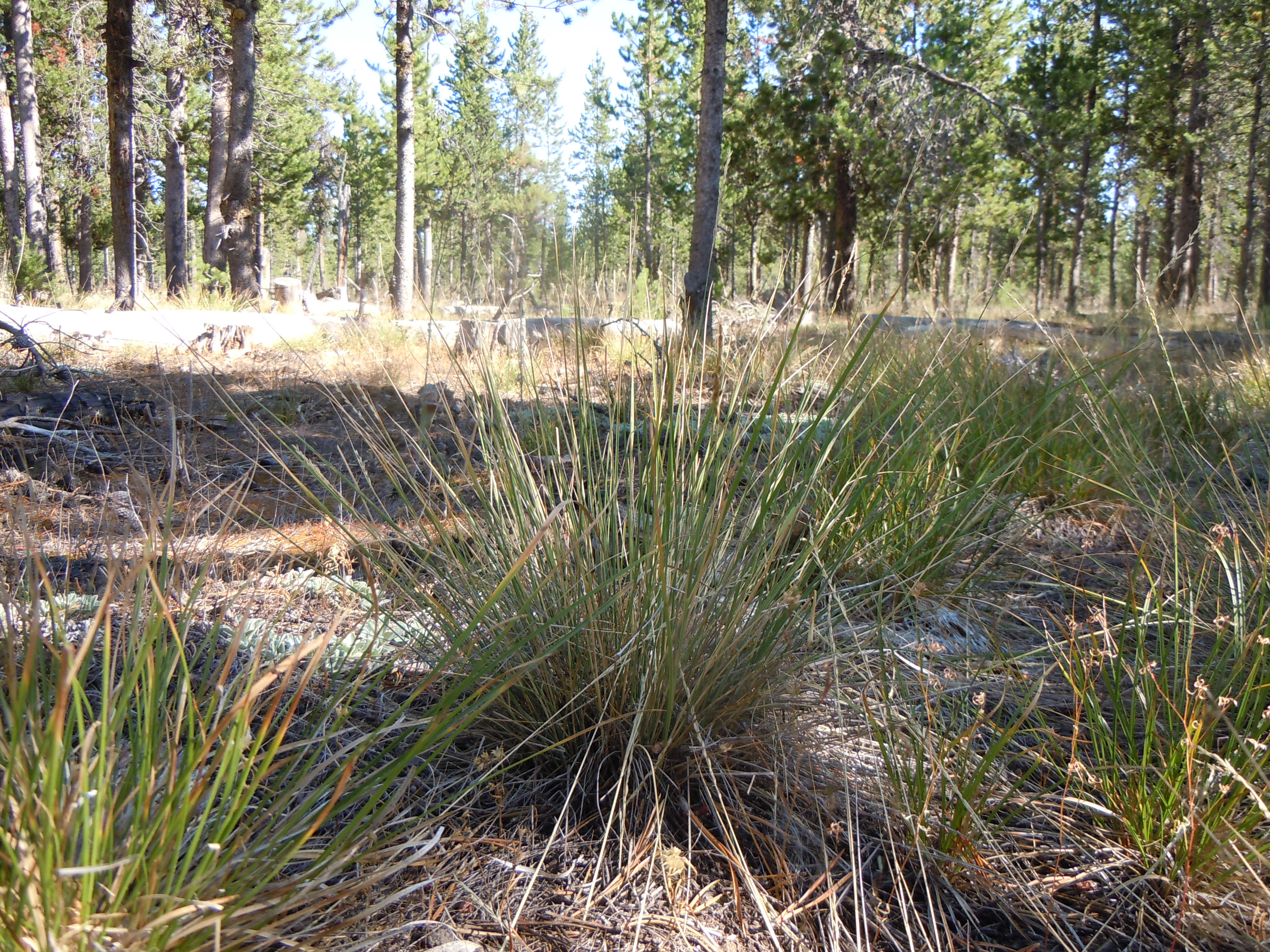
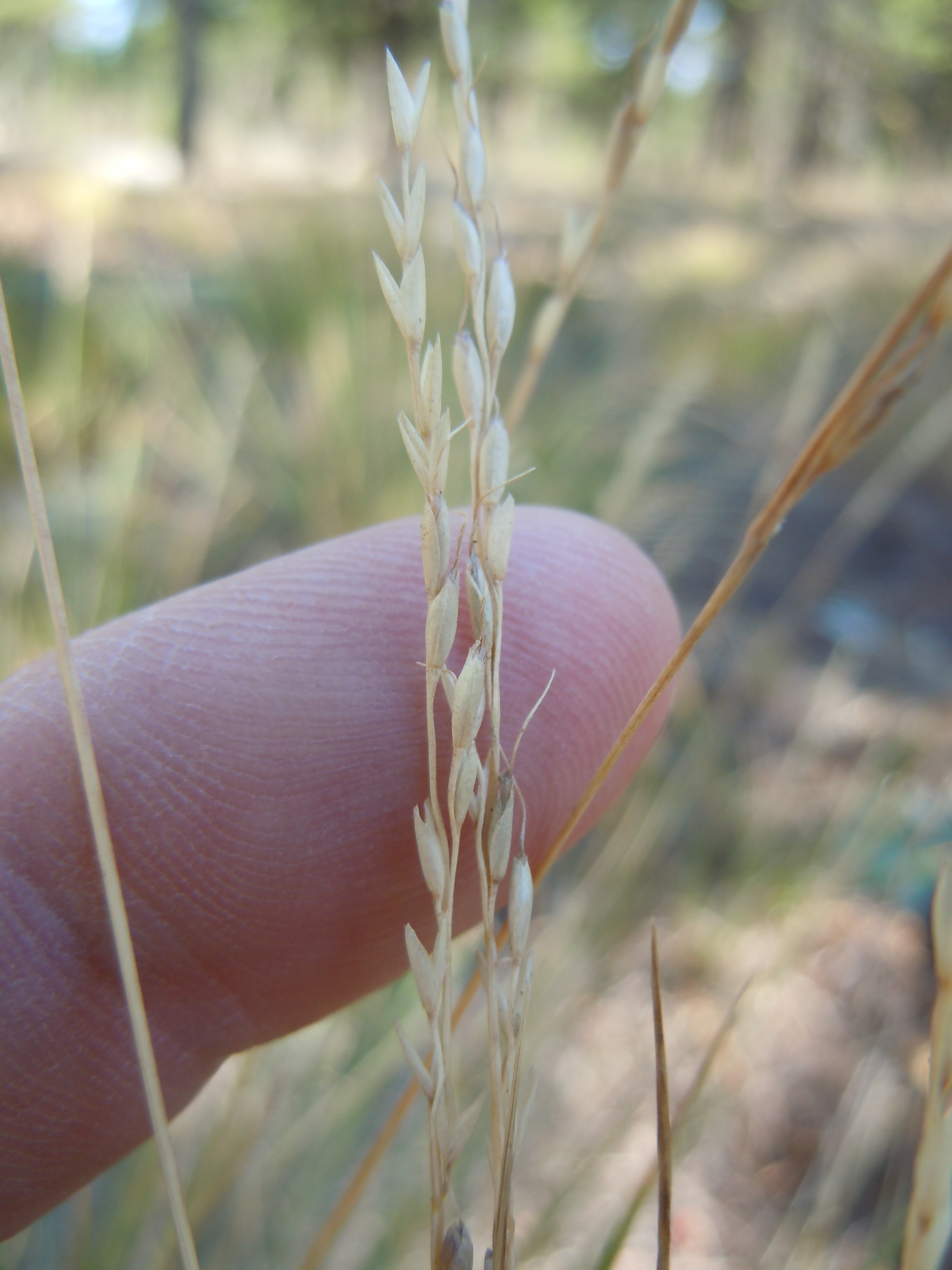
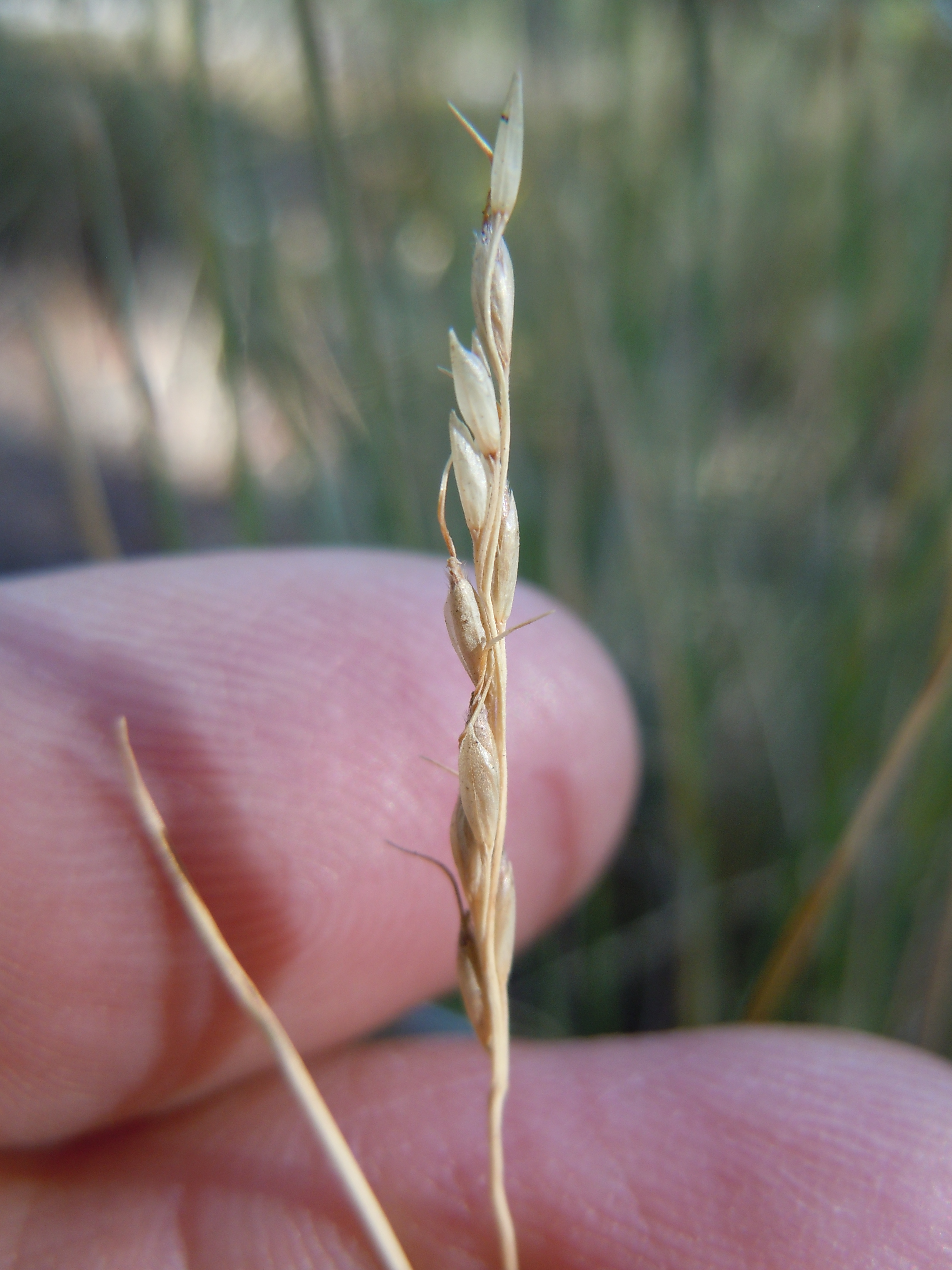
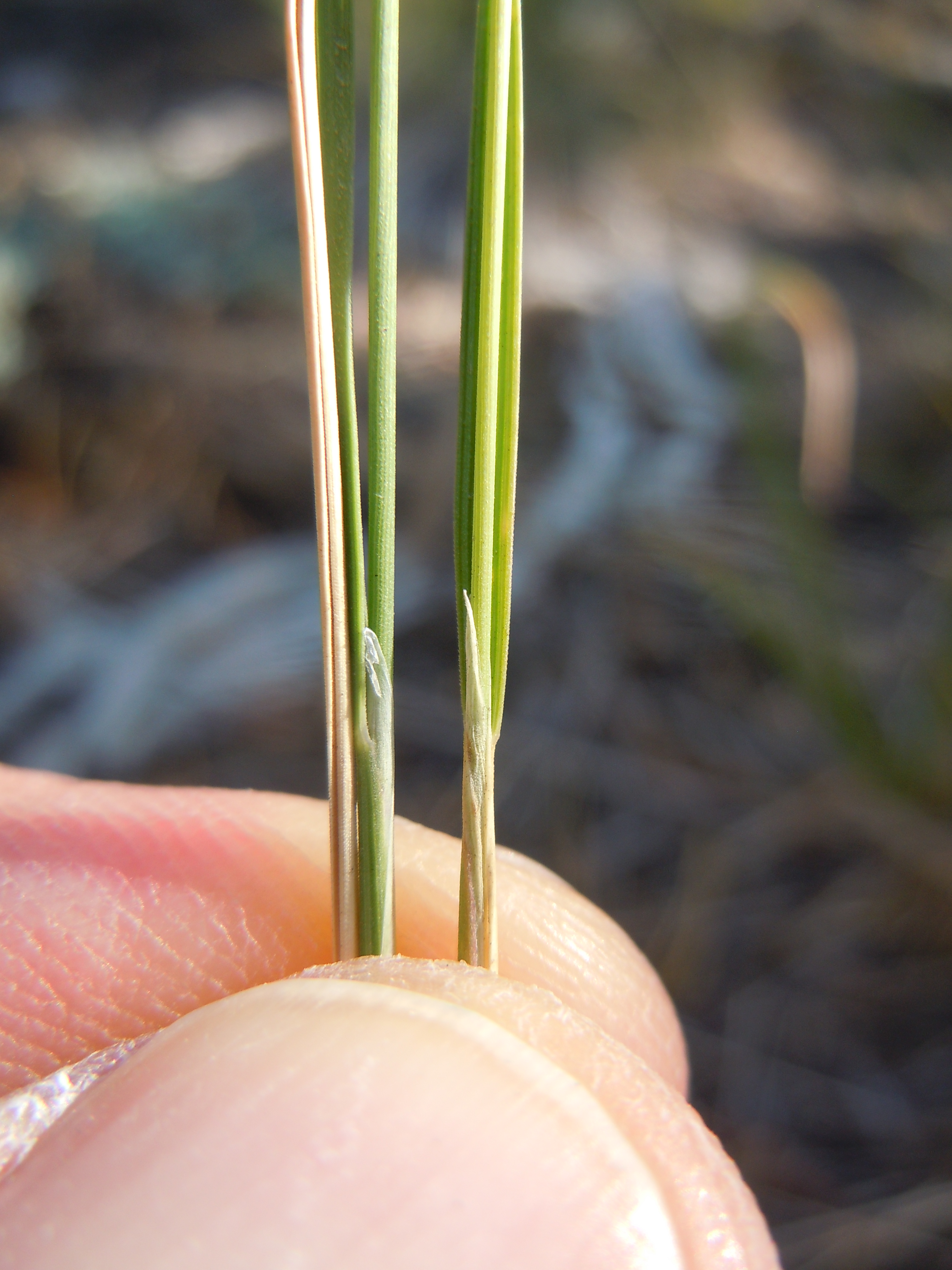